# Paussac-et-Saint-Vivien
Pour les articles homonymes, voir Saint-Vivien.
Paussac-et-Saint-Vivien est une commune française située dans le département de la Dordogne, en région Nouvelle-Aquitaine.

## Géographie

### Généralités
Localisée au nord-ouest du département de la Dordogne, en Ribéracois, la commune de Paussac-et-Saint-Vivien s'étend sur 22,17 km2. Elle est arrosée par deux affluents de la Dronne, le Boulou à l'est et l'Euche au sud, ainsi que par un affluent de cette dernière, la Sandonie, à l'ouest.
Au nord-ouest et au nord, la commune est limitrophe du parc naturel régional Périgord-Limousin.
Le bourg de Paussac, traversé par la route départementale 93, est situé, en distances orthodromiques, neuf kilomètres à l'ouest de Brantôme et 19 kilomètres au nord-est de Ribérac.
La commune est également desservie au sud par les routes départementales 106 et 2, cette dernière traversant le bourg de Saint-Vivien.
Au nord-est, le sentier de grande randonnée GR 36 fait une courte incursion sur le territoire communal et passe au village de la Verrerie.

### Communes limitrophes
Paussac-et-Saint-Vivien est limitrophe de six autres communes. Au sud, son territoire est distant de moins de 150 mètres de celui de Lisle et au nord-ouest, celui de La Tour-Blanche Cercles est éloigné d'environ 500 mètres.
|               | Mareuil en Périgord     | Brantôme en Périgord |
| Saint-Just    | Paussac-et-Saint-Vivien | Bourdeilles          |
| Grand-Brassac | Creyssac                |                      |

### Géologie et relief

#### Géologie
Situé sur la plaque nord du Bassin aquitain et bordé à son extrémité nord-est par une frange du Massif central, le département de la Dordogne présente une grande diversité géologique. Les terrains sont disposés en profondeur en strates régulières, témoins d'une sédimentation sur cette ancienne plate-forme marine. Le département peut ainsi être découpé sur le plan géologique en quatre gradins différenciés selon leur âge géologique. Paussac-et-Saint-Vivien est située dans le troisième gradin à partir du nord-est, un plateau formé de calcaires hétérogènes du Crétacé.
Les couches affleurantes sur le territoire communal sont constituées de formations superficielles du Quaternaire et de roches sédimentaires datant pour certaines du Cénozoïque, et pour d'autres du Mésozoïque. La formation la plus ancienne, notée c1, date du Cénomanien indifférencié, composée d'argiles et marnes vertes gypsifères et pyriteuses à niveaux de lignite, sables fins à grossiers, calcaires gréseux à préalvéolines. La formation la plus récente, notée CFp, fait partie des formations superficielles de type colluvions indifférenciées de versant, de vallon et plateaux issues d'alluvions, molasses, altérites. Le descriptif de ces couches est détaillé dans  les feuilles « no 734 - Nontron » et « no 758 - Périgueux (ouest) » de la carte géologique au 1/50 000 de la France métropolitaine, et leurs notices associées,.

Carte géologique de Paussac-et-Saint-Vivien.

Le département de la Dordogne se présente comme un vaste plateau incliné du nord-est (491 m, à la forêt de Vieillecour dans le Nontronnais, à Saint-Pierre-de-Frugie) au sud-ouest (2 m à Lamothe-Montravel). L'altitude du territoire communal varie quant à elle entre 82 mètres au sud, là ou l'Euche quitte le territoire communal pour un ultime parcours long d'une centaine de mètres entre les communes de Creyssac et Grand-Brassac avant de rejoindre la Dronne, et 202 mètres au nord, près du lieu-dit les Landes.

### Relief et paysages
Dans le cadre de la Convention européenne du paysage entrée en vigueur en France le 1er juillet 2006, renforcée par la loi du 8 août 2016 pour la reconquête de la biodiversité, de la nature et des paysages, un atlas des paysages de la Dordogne a été élaboré sous maîtrise d’ouvrage de l’État et publié en octobre 2020. Les paysages du département s'organisent en huit unités paysagères,. La commune fait partie du Périgord central, un paysage vallonné, aux horizons limités par de nombreux bois, plus ou moins denses, parsemés de prairies et de petits champs.
La superficie cadastrale de la commune publiée par l'Insee, qui sert de référence dans toutes les statistiques, est de 22,17 km2,,. La superficie géographique, issue de la BD Topo, composante du Référentiel à grande échelle produit par l'IGN, est quant à elle de 22,28 km2.

### Hydrographie

#### Réseau hydrographique
La commune est située dans le bassin de la Dordogne au sein du Bassin Adour-Garonne. Elle est drainée par le Boulou, l'Euche et la Sandonie, qui constituent un réseau hydrographique de 17 km de longueur totale,.
Le Boulou, d'une longueur totale de 23,94 km, prend sa source dans la commune de Sceau-Saint-Angel et se jette dans la Dronne en rive droite en limite de Bourdeilles et de Creyssac,. Il traverse la commune du nord-est au sud-est sur près de six kilomètres et demi, dont plus de deux kilomètres servent de limite territoriale en deux tronçons, face à Brantôme en Périgord (territoire des anciennes communes de La Gonterie-Boulouneix et Saint-Julien-de-Bourdeilles) et Bourdeilles.
L'Euche, d'une longueur totale de 12,21 km, prend sa source dans la commune de Bourg-des-Maisons et se jette en rive droite de la Dronne à Grand-Brassac, face à Bourdeilles,. Elle arrose la commune de l'ouest au sud sur quatre kilomètres dont la moitié marquent la limite en deux tronçons, face à Saint-Just et Creyssac.
La Sandonie, d'une longueur totale de 9,76 km, prend sa source dans la commune de Mareuil en Périgord (territoire de l'ancienne commune de Léguillac-de-Cercles) et se jette dans l'Euche en rive gauche, en limite de Paussac-et-Saint-Vivien et de Saint-Just,. Elle traverse la commune du nord-ouest au sud-ouest sur cinq kilomètres dont un kilomètre en limite de Saint-Just.

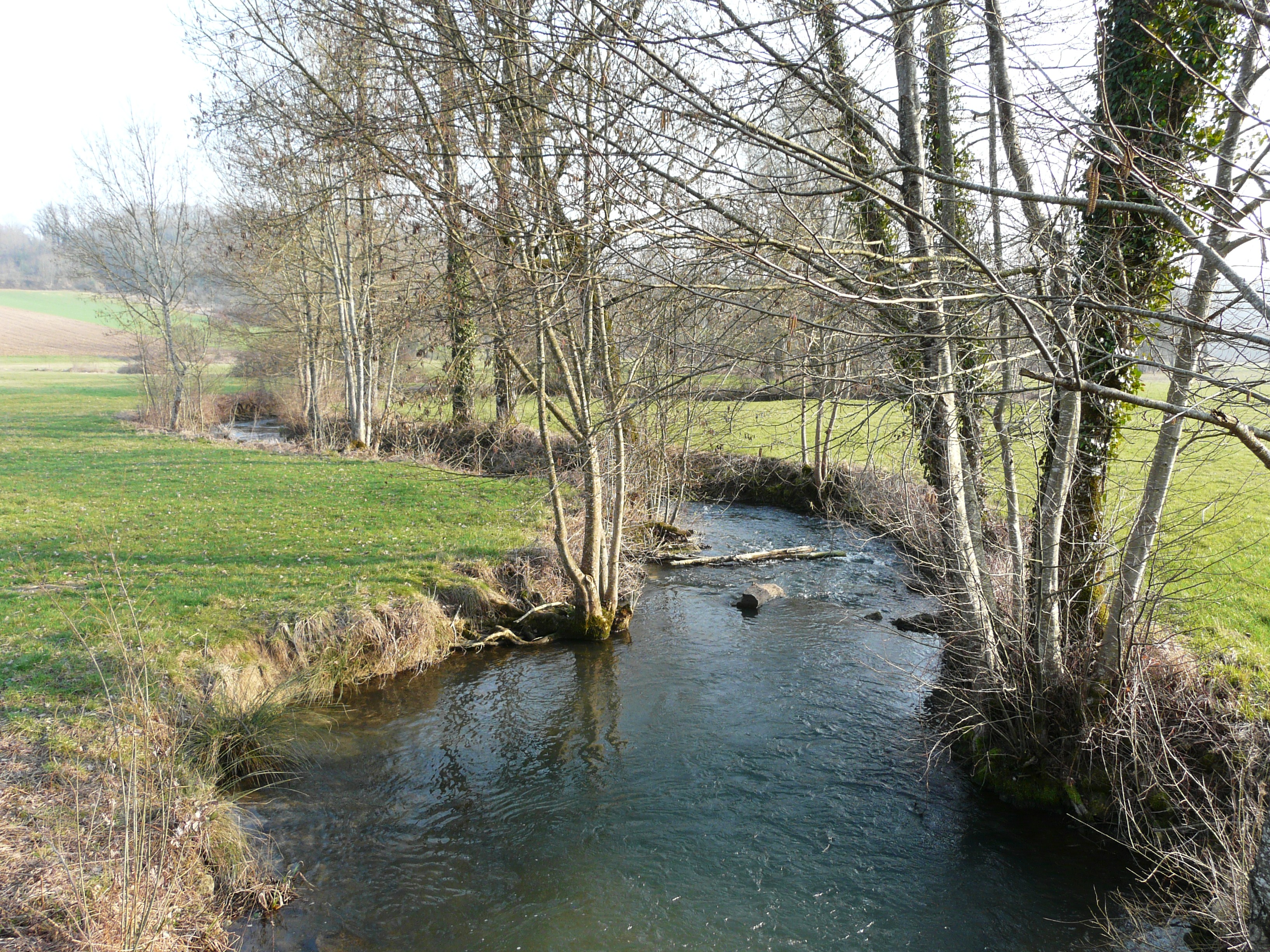
Le Boulou près du lieu-dit les Farges.
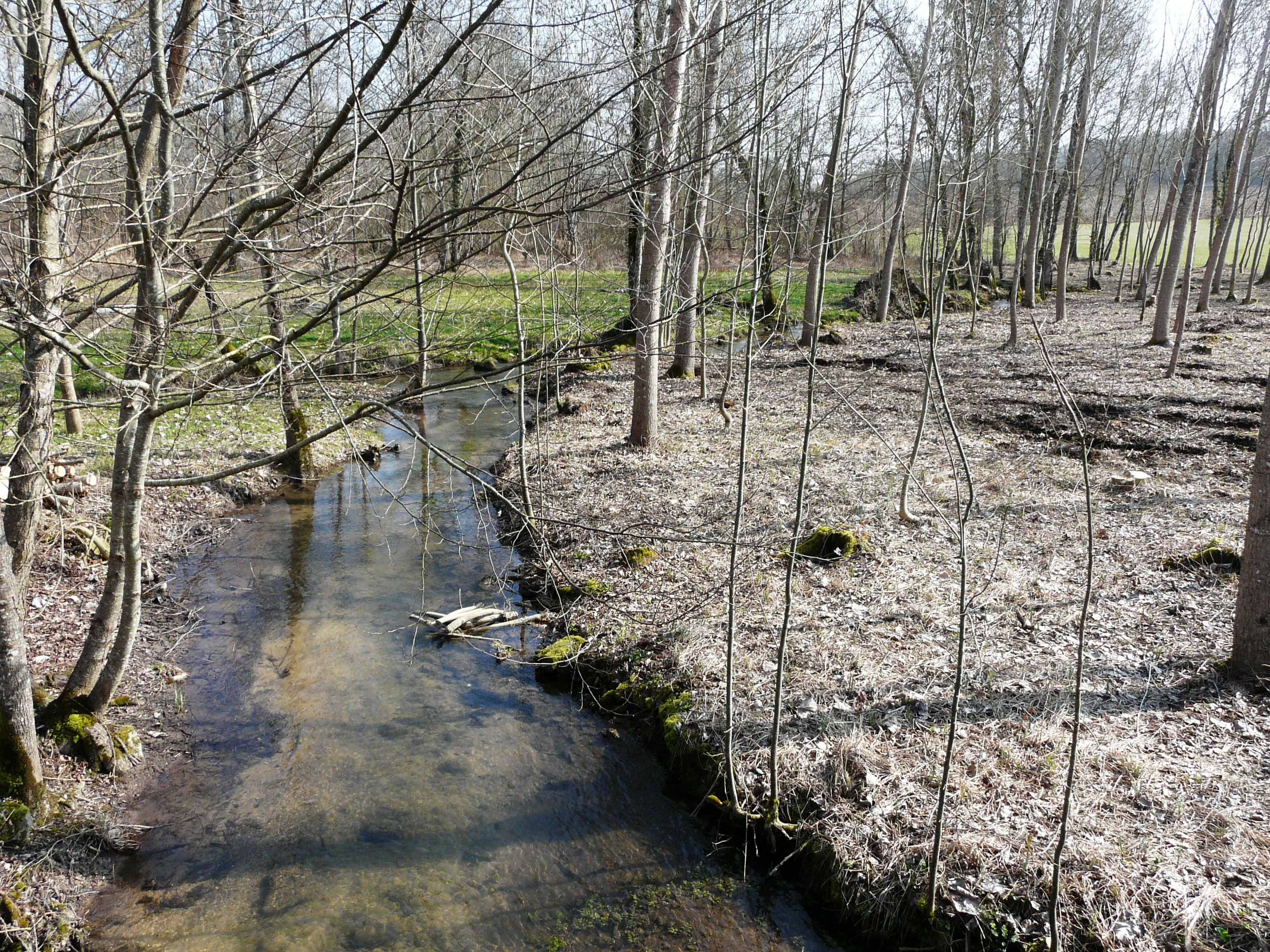
L'Euche à Saint-Vivien.
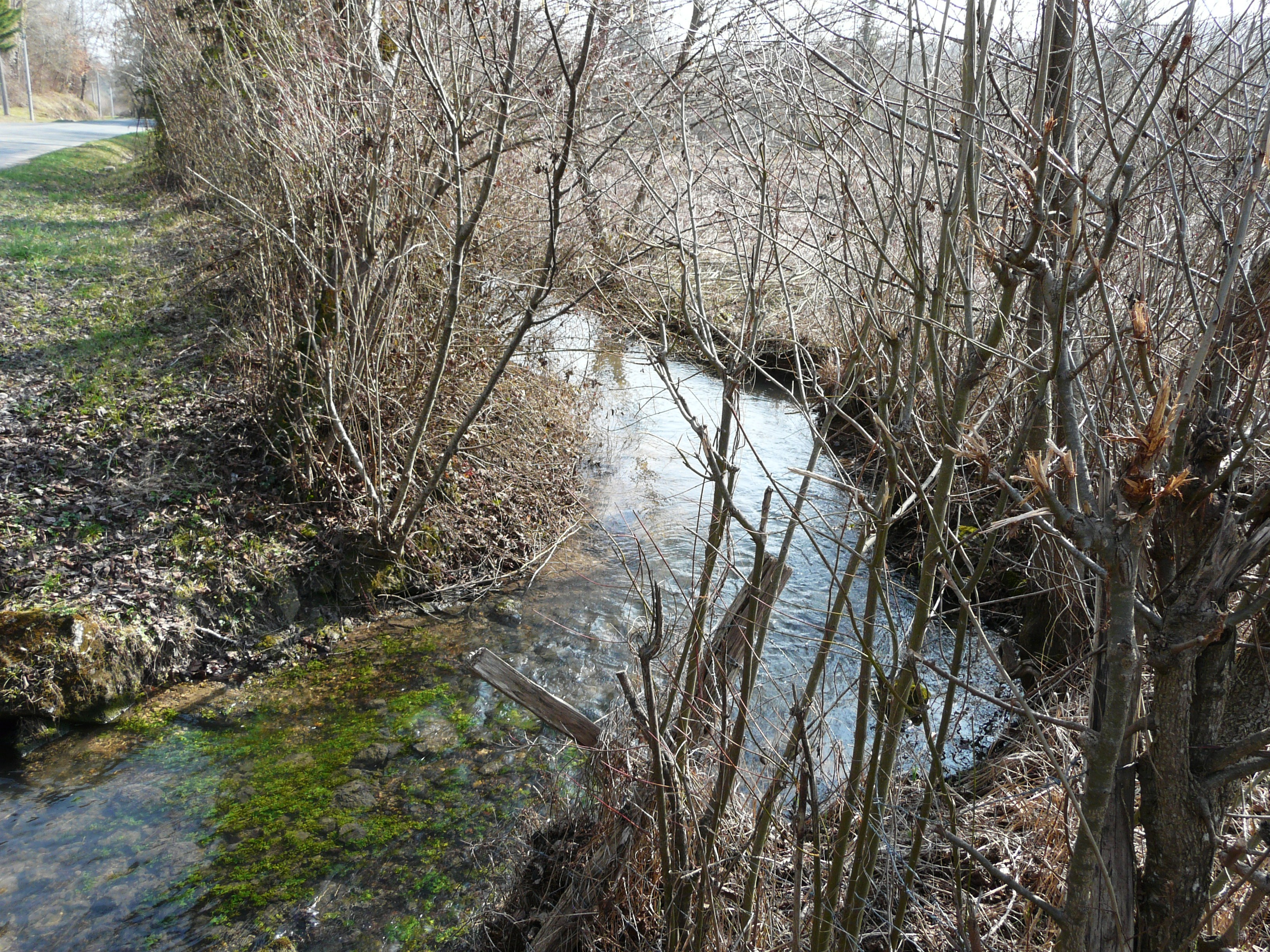
La Sandonie au lieu-dit le Moulin de l'Étang.
Réseaux hydrographique et routier de Paussac-et-Saint-Vivien.

#### Gestion et qualité des eaux
Le territoire communal est couvert par le schéma d'aménagement et de gestion des eaux (SAGE) « Isle - Dronne ». Ce document de planification, dont le territoire regroupe les bassins versants de l'Isle et de la Dronne, d'une superficie de 7 500 km2, a été approuvé le 2 août 2021. La structure porteuse de l'élaboration et de la mise en œuvre est l'établissement public territorial de bassin de la Dordogne (EPIDOR). Il définit sur son territoire les objectifs généraux d’utilisation, de mise en valeur et de protection quantitative et qualitative des ressources en eau superficielle et souterraine, en respect des objectifs de qualité définis dans le troisième SDAGE  du Bassin Adour-Garonne qui couvre la période 2022-2027, approuvé le 10 mars 2022.
La qualité des eaux de baignade et des cours d’eau peut être consultée sur un site dédié géré par les agences de l’eau et l’Agence française pour la biodiversité.

### Climat
Pour des articles plus généraux, voir Climat de la Nouvelle-Aquitaine et Climat de la Dordogne.
Historiquement, la commune est exposée à un climat océanique aquitain.  
En 2020, Météo-France publie une typologie des climats de la France métropolitaine dans laquelle la commune est exposée à un climat océanique altéré et est dans la région climatique Aquitaine, Gascogne, caractérisée par une pluviométrie abondante au printemps, modérée en automne, un faible ensoleillement au printemps, un été chaud (19,5 °C), des vents faibles, des brouillards fréquents en automne et en hiver et des orages fréquents en été (15 à 20 jours).
Pour la période 1971-2000, la température annuelle moyenne est de 12,4 °C, avec  une amplitude thermique annuelle de 14,5 °C. Le cumul annuel moyen de précipitations est de 934 mm, avec 12,6 jours de précipitations en janvier et 6,9 jours en juillet. Pour la période 1991-2020, la température moyenne annuelle observée sur la station météorologique la plus proche, située sur la commune de Saint-Martin-de-Fressengeas à 11 km à vol d'oiseau, est de 12,4 °C et le cumul annuel moyen de précipitations est de 1 050,4 mm,. Pour l'avenir, les paramètres climatiques de la commune estimés pour 2050 selon différents scénarios d’émission de gaz à effet de serre sont consultables sur un site dédié publié par Météo-France en novembre 2022.

### Milieux naturels et biodiversité

#### Parc naturel régional Périgord-Limousin
Au nord et au nord-est, la commune est limitrophe de Léguillac-de-Cercles, commune intégrée au parc naturel régional Périgord-Limousin.

#### ZNIEFF et Natura 2000

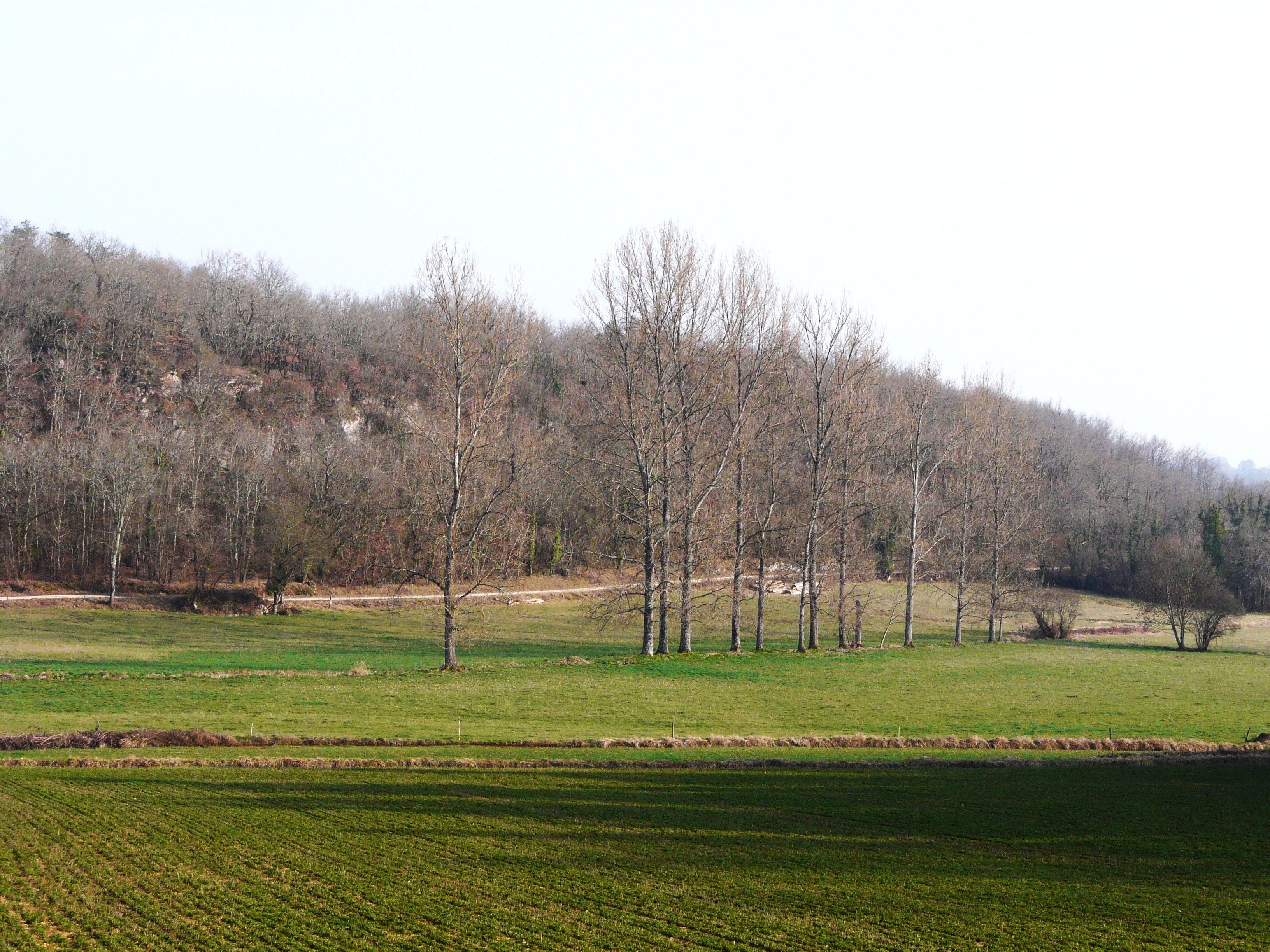
Le vallon de la Sandonie près du Vieux Breuil.

Paussac-et-Saint-Vivien présente une zone naturelle d'intérêt écologique, faunistique et floristique (ZNIEFF) de type I, la vallée de la Sandonie, s'étendant sur 973 hectares partagés avec les communes voisines de Léguillac-de-Cercles et Saint-Just, la plus grande partie concernant Paussac-et-Saint-Vivien. Sur ce site se trouvent certaines espèces animales protégées : l'Œdicnème criard (Burhinus oedicnemus), le Moineau soulcie (Petronia petronia) ou la Genette commune (Genetta genetta),.
À l'intérieur de cette ZNIEFF, un secteur plus restreint de 612 hectares, majoritairement sur Paussac-et-Saint-Vivien, est protégé en tant que zone Natura 2000 : le « vallon de la Sandonie » où six espèces de chauves-souris ont trouvé des sites d'hivernage ou de reproduction dans des grottes calcaires,.
Traversant le territoire communal du nord-est vers le sud-est sur environ sept kilomètres, le Boulou ainsi que sa vallée et ses coteaux forment une autre ZNIEFF de type I « Réseau hydrographique et coteaux du Boulou aval », présentant une importante variété faunistique sur Paussac-et-Saint-Vivien et six autres communes ou anciennes communes,.
Trente espèces déterminantes y sont répertoriées :
- dix insectes : l'Agrion de Mercure (Coenagrion mercuriale), l'Azuré de la faucille (Cupido alcetas), l'Azuré du serpolet (Phengaris arion), le Cordulégastre annelé (Cordulegaster boltonii), le Cuivré des marais (Lycaena dispar), le Damier de la succise (Euphydryas aurinia), le Gomphe vulgaire (Gomphus vulgatissimus), le Lepture erratique (Judolia erratica (en)), l'Onychogomphe à crochets (Onychogomphus uncatus) et le Petit mars changeant (Apatura ilia) ;
- sept mammifères : la Genette commune (Genetta genetta), la Loutre d'Europe (Lutra lutra), le Vison d'Europe (Mustela lutreola), ainsi que quatre espèces de chauves-souris : Grand rhinolophe (Rhinolophus ferrumequinum), Noctule commune (Nyctalus noctula), Petit rhinolophe (Rhinolophus hipposideros) et Vespertilion de Bechstein (Myotis bechsteinii) ;
- sept oiseaux : le Cincle plongeur (Cinclus cinclus), le Faucon pèlerin (Falco peregrinus), le Hibou moyen-duc (Asio otus), le Moineau soulcie (Petronia petronia), le Pic mar (Dendrocopos medius), le Pic noir (Dryocopus martius) et le Pigeon colombin (Columba oenas).
- les mêmes cinq amphibiens que dans la ZNIEFF amont : l'Alyte accoucheur (Alytes obstetricans), la Grenouille rousse (Rana temporaria), le Pélodyte ponctué (Pelodytes punctatus), la Rainette verte (Hyla arborea), le Sonneur à ventre jaune (Bombina variegata) et le Triton marbré (Triturus marmoratus) ;
- une tortue, la Cistude (Emys orbicularis).

Deux plantes rares :  la Colchique d'automne (Colchicum autumnale) et la Fritillaire pintade (Fritillaria meleagris), y sont également présentes.
De très nombreuses autres espèces animales ou végétales y ont été recensées : cinq amphibiens, cinq reptiles, 69 oiseaux, 307 insectes ainsi que 40 plantes.
Cette ZNIEFF, tout comme la ZNIEFF « Réseau hydrographique et coteaux du Boulou amont », fait partie d'une ZNIEFF de type II plus vaste « Vallée et coteaux du Boulou » représentant la quasi-totalité du cours du Boulou, depuis sa source jusqu'à la route départementale 106, 200 mètres avant sa confluence avec la Dronne,.
La vallée du Boulou représente « un intérêt national » par la « richesse exceptionnelle » en espèces d'insectes — notamment en Lépidoptères et en Odonates — répertoriées dans ces trois ZNIEFF.

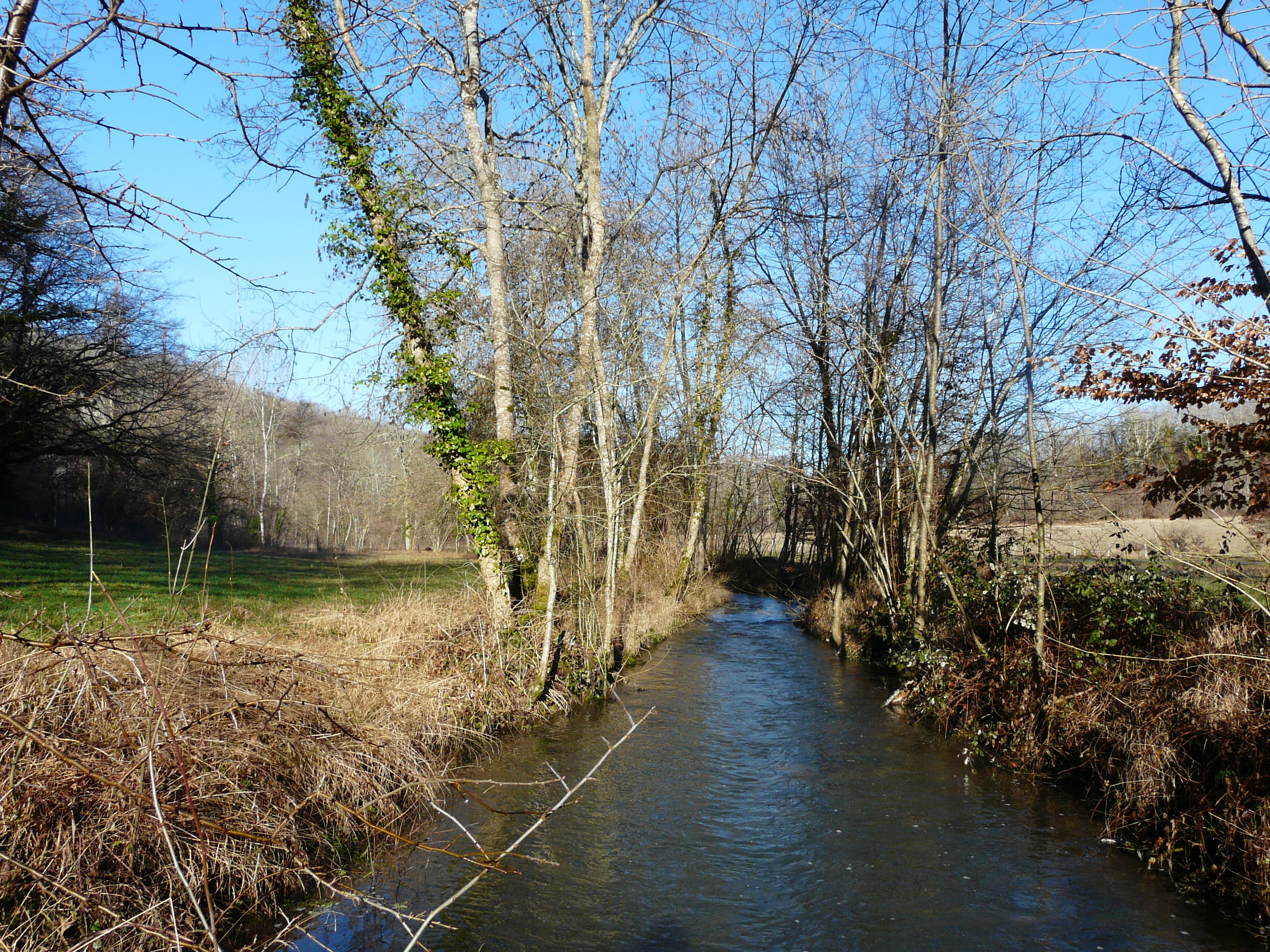
Au sud de Tabaterie, entre Paussac-et-Saint-Vivien (à gauche) et La Gonterie-Boulouneix.
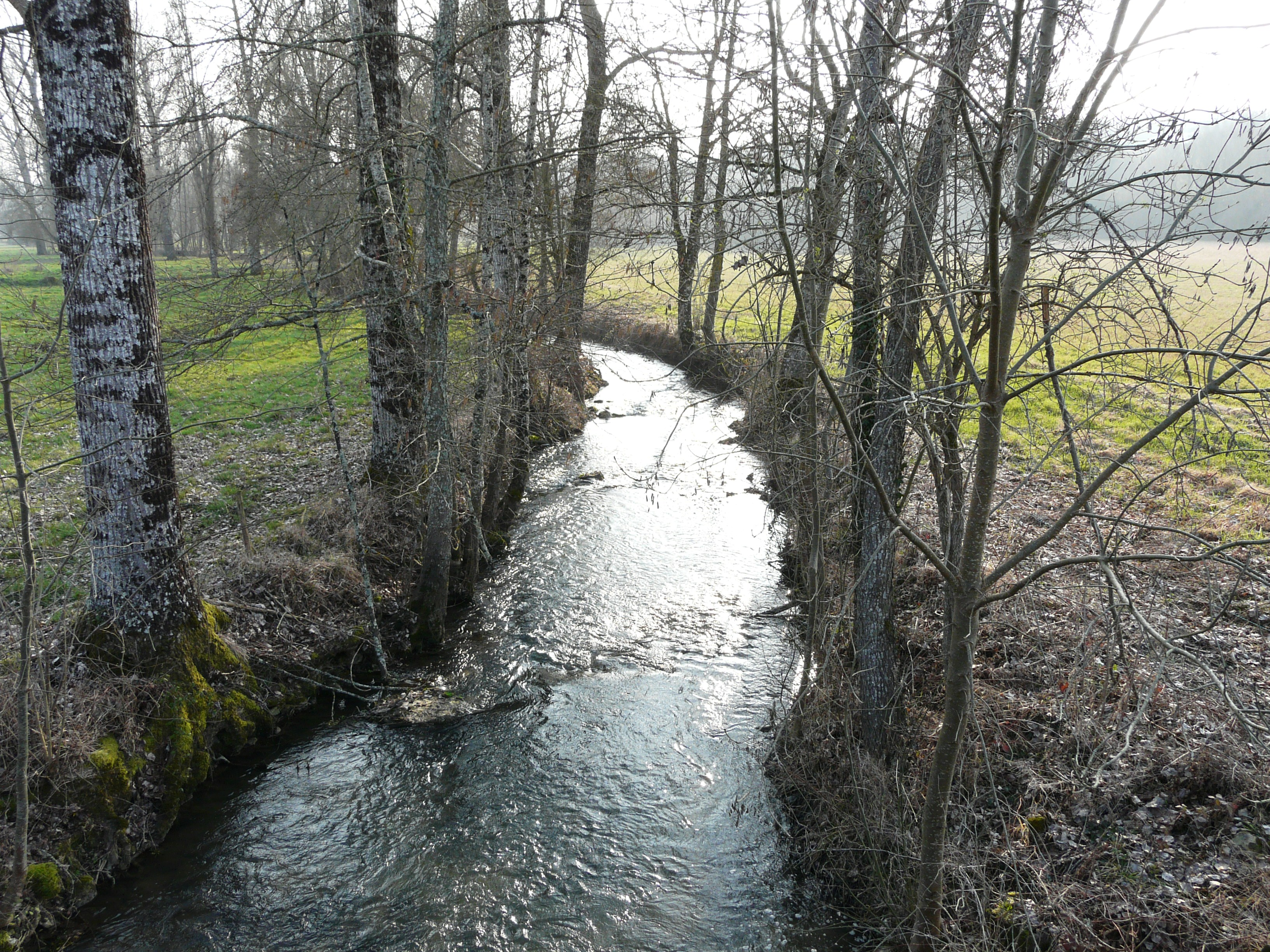
Au lieu dit le Moulin des Guichards.
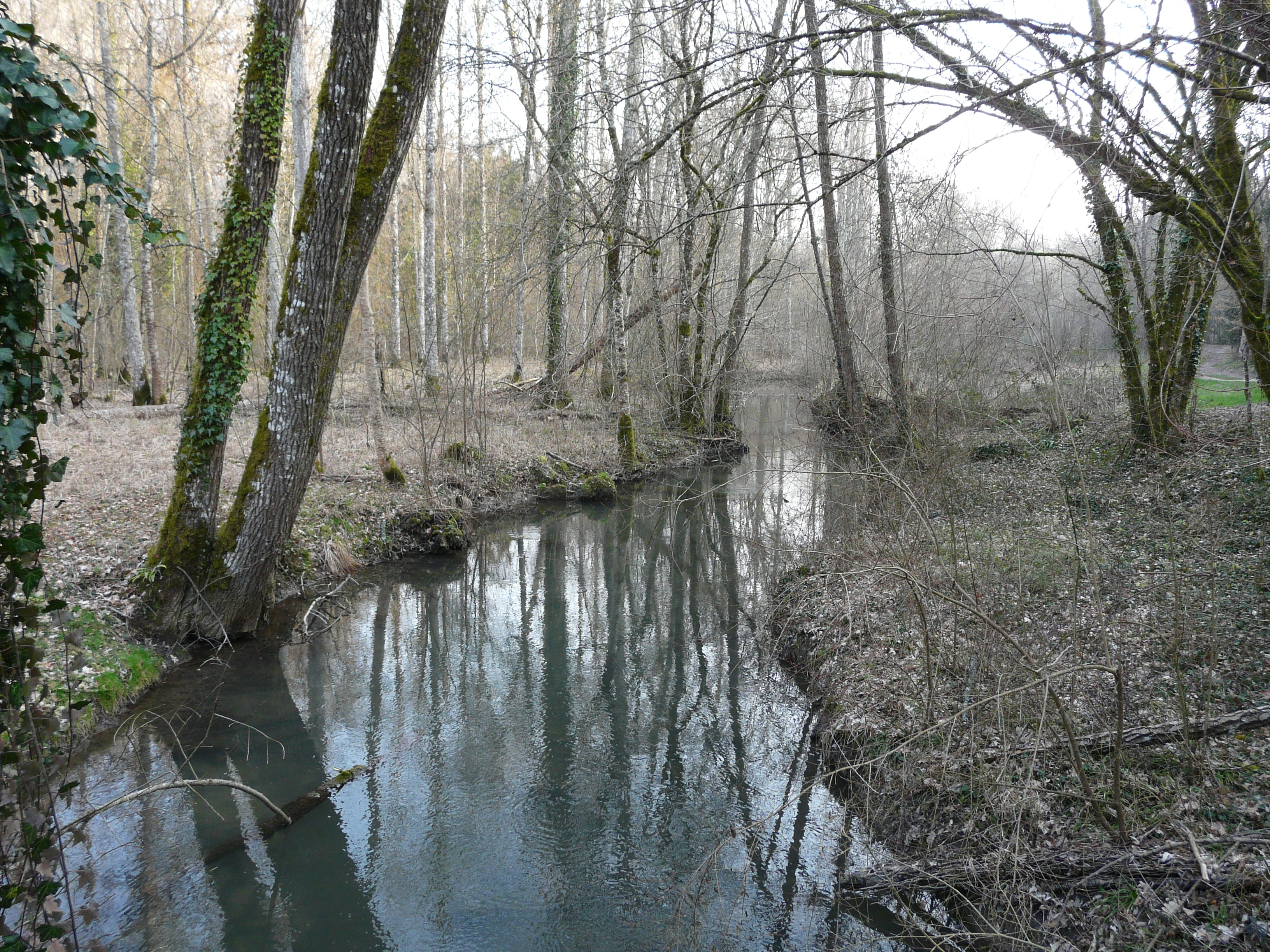
Le Boulou au lieu dit la Forge du Boulou.

## Urbanisme

### Typologie
Au 1er janvier 2024, Paussac-et-Saint-Vivien est catégorisée commune rurale à habitat très dispersé, selon la nouvelle grille communale de densité à 7 niveaux définie par l'Insee en 2022.
Elle est située hors unité urbaine et hors attraction des villes,.

### Occupation des sols
L'occupation des sols de la commune, telle qu'elle ressort de la base de données européenne d’occupation biophysique des sols Corine Land Cover (CLC), est marquée par l'importance des forêts et milieux semi-naturels (55,4 % en 2018), une proportion sensiblement équivalente à celle de 1990 (55,1 %). La répartition détaillée en 2018 est la suivante : 
forêts (52,9 %), zones agricoles hétérogènes (37,9 %), prairies (6,6 %), milieux à végétation arbustive et/ou herbacée (2,5 %), terres arables (0,1 %). L'évolution de l’occupation des sols de la commune et de ses infrastructures peut être observée sur les différentes représentations cartographiques du territoire : la carte de Cassini (XVIIIe siècle), la carte d'état-major (1820-1866) et les cartes ou photos aériennes de l'IGN pour la période actuelle (1950 à aujourd'hui).

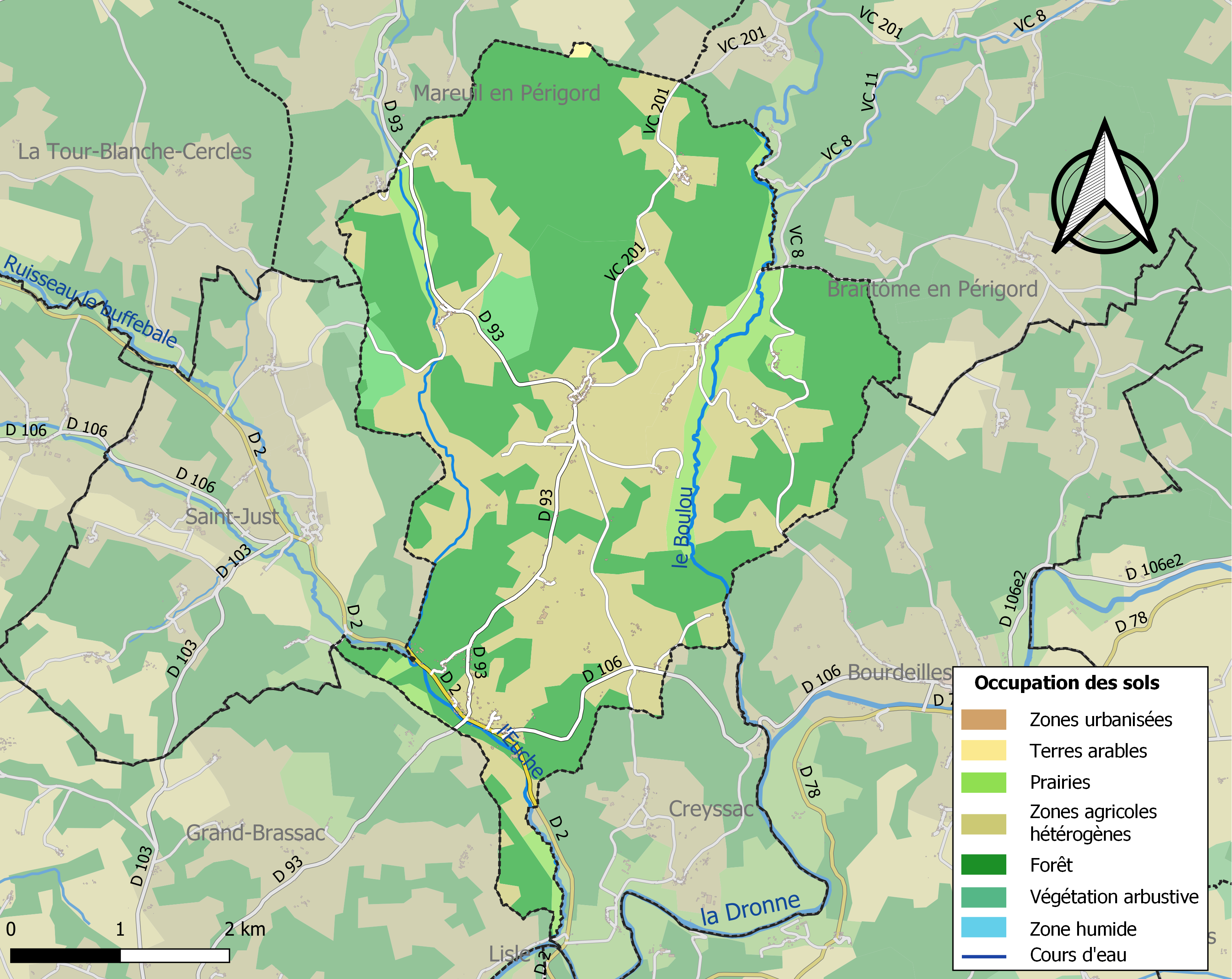
Carte des infrastructures et de l'occupation des sols de la commune en 2018 (CLC).

### Villages, hameaux et lieux-dits
Outre le bourg de Paussac proprement dit, la commune se compose d'autres villages ou hameaux, ainsi que de lieux-dits :
- la Blancherie
- les Boissières
- au Brandeau
- le Breuil
- Chassignoles
- les Chauses
- le Chautet
- les Cheyroux
- les Clos
- le Clos du Breuil
- le Communal
- la Croix
- la Croix Neuve
- les Farges
- la Font Loriot
- la Forêt
- la Forge
- les Fouillouses
- les Grellières
- les Guichards
- la Jaufrenie
- les Landes
- Léguillou
- le Maine d'Euche
- Maison Neuve
- les Mazeaux
- les Merlandes
- la Monerie
- le Moulin de l'Étang
- le Moulin des Guichards
- le Moulin Rompu
- le Parc
- le Petit Chautet
- Peyre Dermale
- Peygnefort
- le Pleyssat
- Prézat Bas
- Prézat Haut
- Puy de Levy
- Puy Fromage
- les Quatre Fontaines
- le Repère
- les Rilloux
- Saint-Vivien
- le Saut du Roi
- Taillefer
- la Verrerie
- le Vieux Breuil.

### Habitat et logement
En 2018, le nombre total de logements dans la commune était de 335, alors qu'il était de 319 en 2013 et de 310 en 2008.
Parmi ces logements, 65 % étaient des résidences principales, 32,3 % des résidences secondaires et 2,7 % des logements vacants. Ces logements étaient pour 97,3 % d'entre eux des maisons individuelles et pour 2,4 % des appartements.
Le tableau ci-dessous présente la typologie des logements à Paussac-et-Saint-Vivien en 2018 en comparaison avec celle de la Dordogne et de la France entière. Une caractéristique marquante du parc de logements est ainsi une proportion de résidences secondaires et logements occasionnels (32,3 %) très supérieure à celle du département (14,4 %) et à celle de la France entière (9,7 %). Concernant le statut d'occupation de ces logements, 83,4 % des habitants de la commune sont propriétaires de leur logement (84,6 % en 2013), contre 68,5 % pour la Dordogne et 57,5 % pour la France entière.
| Typologie                                               | Paussac-et-Saint-Vivien | Dordogne | France entière |
| ------------------------------------------------------- | ----------------------- | -------- | -------------- |
| Résidences principales (en %)                           | 65                      | 75,3     | 82,1           |
| Résidences secondaires et logements occasionnels (en %) | 32,3                    | 14,4     | 9,7            |
| Logements vacants (en %)                                | 2,7                     | 10,3     | 8,2            |

### Risques naturels et technologiques
Le territoire de la commune de Paussac-et-Saint-Vivien est vulnérable à différents aléas naturels : météorologiques (tempête, orage, neige, grand froid, canicule ou sécheresse), inondations, feux de forêts, mouvements de terrains et séisme (sismicité faible). Un site publié par le BRGM permet d'évaluer simplement et rapidement les risques d'un bien localisé soit par son adresse soit par le numéro de sa parcelle.
Certaines parties du territoire communal sont susceptibles d’être affectées par le risque d’inondation par débordement de cours d'eau, notamment le Boulou et l'Euche. La commune a été reconnue en état de catastrophe naturelle au titre des dommages causés par les inondations et coulées de boue survenues en 1982, 1983, 1988, 1993 et 1999,.
Paussac-et-Saint-Vivien est exposée au risque de feu de forêt. L’arrêté préfectoral du 14 mars 2013 fixe les conditions de pratique des incinérations et de brûlage dans un objectif de réduire le risque de départs d’incendie. À ce titre, des périodes sont déterminées : interdiction totale du 15 février au 15 mai et du 15 juin au 15 octobre, utilisation réglementée du 16 mai au 14 juin et du 16 octobre au 14 février. En septembre 2020, un plan inter-départemental de protection des forêts contre les incendies (PidPFCI) a été adopté pour la période 2019-2029,.

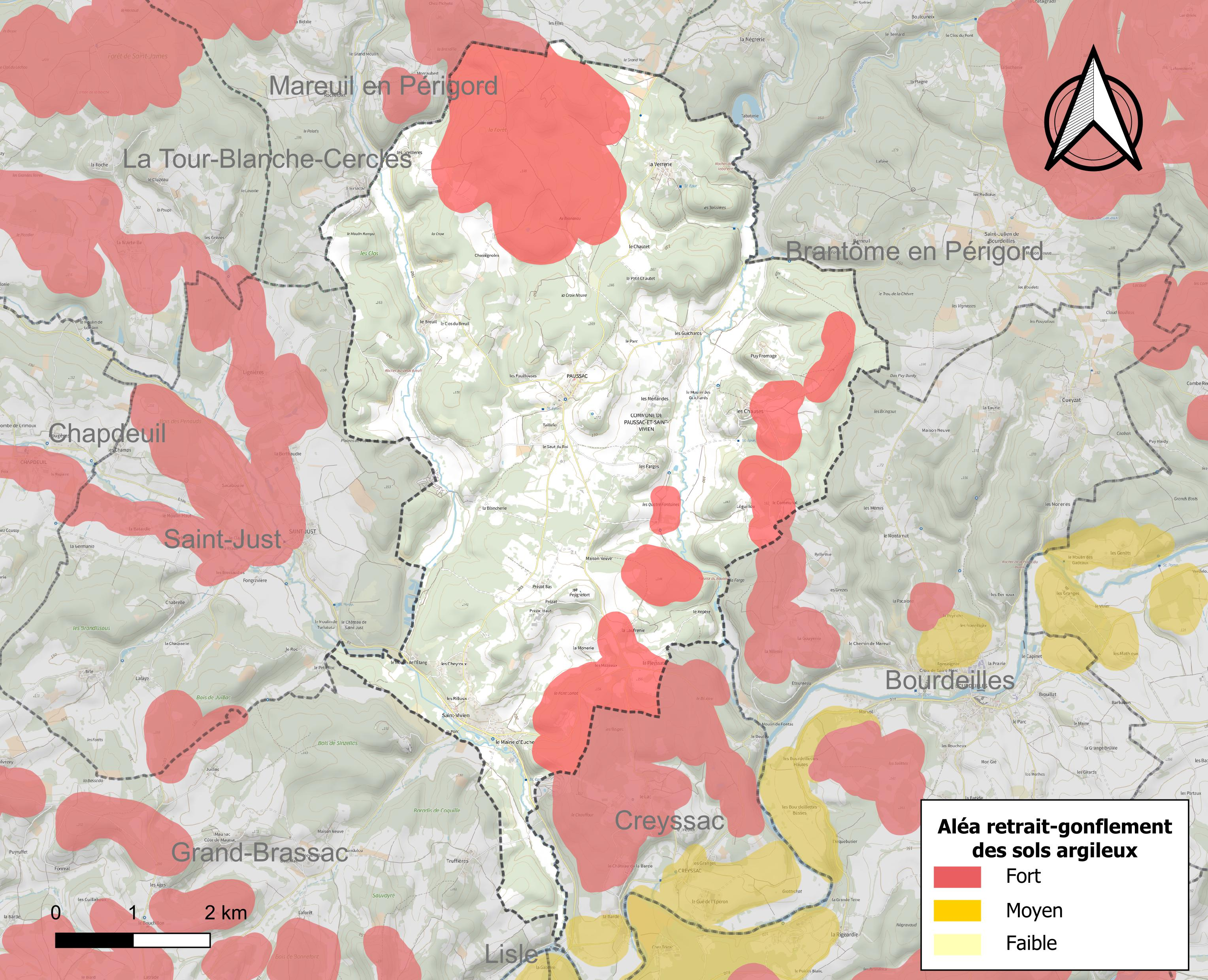
Carte des zones d'aléa retrait-gonflement des sols argileux de Paussac-et-Saint-Vivien.

Les mouvements de terrains susceptibles de se produire sur la commune sont des affaissements et effondrements liés aux cavités souterraines (hors mines) et des tassements différentiels. Afin de mieux appréhender le risque d’affaissement de terrain, un inventaire national permet de localiser les éventuelles cavités souterraines sur la commune. Le retrait-gonflement des sols argileux est susceptible d'engendrer des dommages importants aux bâtiments en cas d’alternance de périodes de sécheresse et de pluie. 21,4 % de la superficie communale est en aléa moyen ou fort (58,6 % au niveau départemental et 48,5 % au niveau national métropolitain). Depuis le 1er octobre 2020, en application de la loi ÉLAN, différentes contraintes s'imposent aux vendeurs, maîtres d'ouvrages ou constructeurs de biens situés dans une zone classée en aléa moyen ou fort,.
La commune a été reconnue en état de catastrophe naturelle au titre des dommages causés par la sécheresse en 1989, 2009 et 2011 et par des mouvements de terrain en 1999.

## Toponymie
Le nom actuel de la commune remonte à 1830, date de la fusion des communes de Saint-Vivien et de Paussac. Paussac tire son nom d'un personnage gallo-roman (qui pourrait être Paucius) suivi du suffixe -acum, alors que Saint-Vivien fait référence à saint Vivien, évêque de Saintes au Ve siècle.
En occitan limousin, la commune porte le nom de Pauçac e Sent Bébian.
Les habitants de la commune se nomment les Paussacois-et-Vivianais.

## Histoire
Le dolmen de Peyrelevade indique une présence humaine sur le territoire communal au Néolithique.
Les deux églises paroissiales ont été bâties au XIIe siècle,. Celle de Paussac a été fortifiée vers 1210-1215.
Les premières mentions écrites connues des deux cités remontent au XIIe siècle pour Paussac (Perusac) et en 1365 pour Saint-Vivien (Sanctus Bibianus). À cette époque, le prieuré de Saint-Vivien dépendait de l'abbaye de Brantôme.
Créées en 1790, les deux communes de Saint-Vivien et de Paussac fusionnent en 1830 sous le nom de Paussac-et-Saint-Vivien.

## Politique et administration

### Rattachements administratifs et électoraux

#### Rattachements administratifs
La commune se trouve depuis 1926 dans l'arrondissement de Périgueux du département dela Dordogne.
Dès 1790, la commune de Paussac a été rattachée au canton de La Tour Blanche qui dépendait du district de Ribérac jusqu'en 1795, date de suppression des districts. Lorsque ce canton est supprimé par la loi du 8 pluviôse an IX (28 janvier 1801) portant sur la « réduction du nombre de justices de paix », la commune est rattachée au canton de Montagrier. Dans le cadre du redécoupage cantonal de 2014 en France, cette circonscription administrative territoriale a disparu, et le canton n'est plus qu'une circonscription électorale.

#### Rattachements électoraux
Pour les élections départementales, la commune fait partie depuis 2014 du canton de Brantôme en Périgord, qui portait le nom de canton de Brantôme jusqu'en 2020. 
Pour l'élection des députés, elle fait partie de la troisième circonscription de la Dordogne.

### Intercommunalité
Paussac-et-Saint-Vivien était membre de la communauté de communes du Val de Dronne, un établissement public de coopération intercommunale (EPCI) à fiscalité propre créé fin 2002  et auquel la commune avait transféré un certain nombre de ses compétences, dans les conditions déterminées par le code général des collectivités territoriales.
Conformément aux prescriptions de la loi de réforme des collectivités territoriales du 16 décembre 2010, qui a prévu le renforcement et la simplification des intercommunalités et la constitution de structures intercommunales de grande taille, cette intercommunalité a fusionné avec sa voisine pour former, le 1er janvier 2014, la communauté de communes du Pays Ribéracois, renommée en 2019 en communauté de communes du Périgord Ribéracois, et dont est désormais membre la commune.

### Administration municipale
La population de la commune étant comprise entre 100 et 499 habitants au recensement de 2017, onze conseillers municipaux ont été élus en 2020, y compris le maire et ses adjoints,.

### Liste des maires

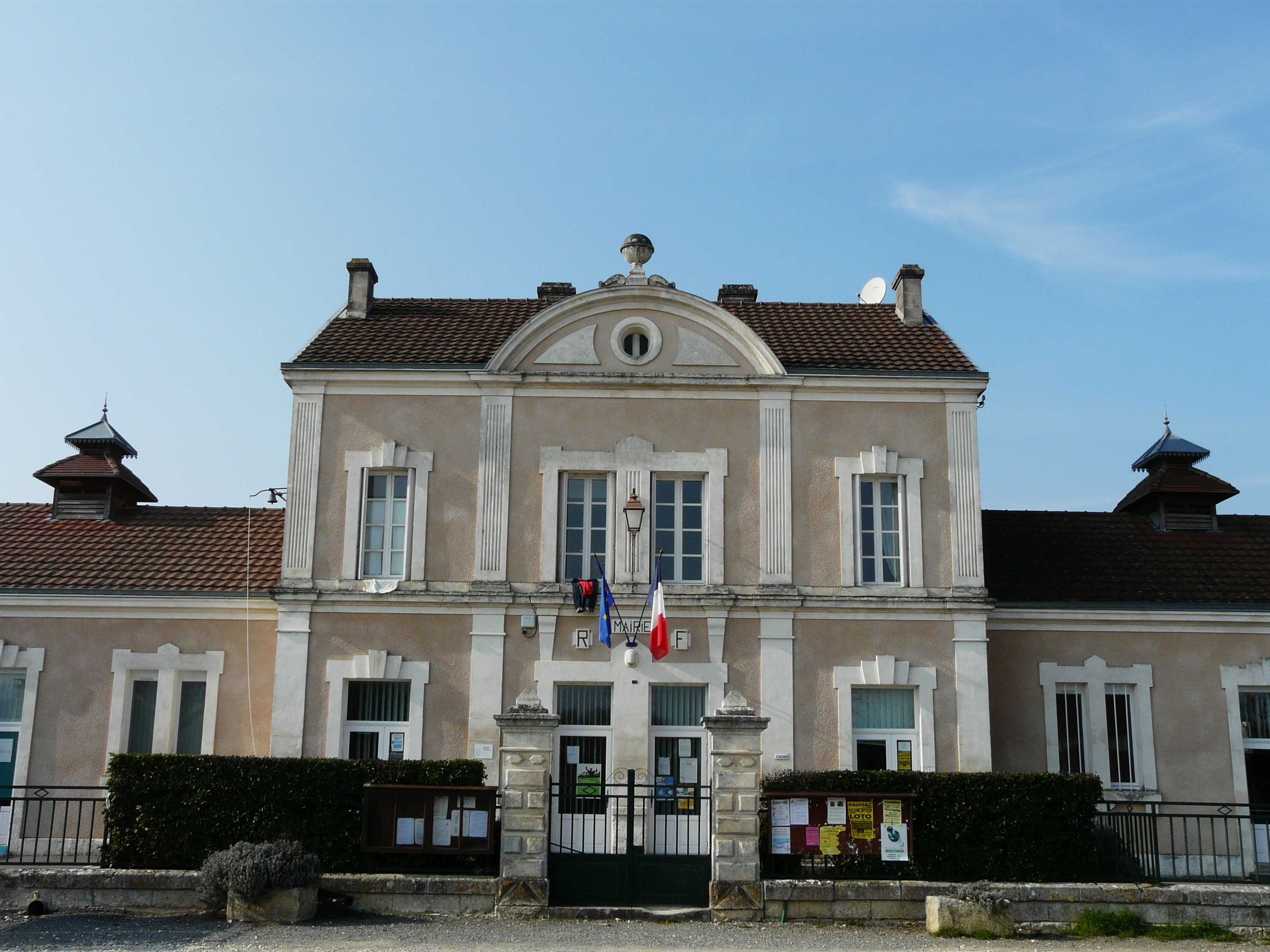
La mairie.

| Période                                  | Période                     | Identité                                  | Étiquette    | Qualité                                                                                 |
| ---------------------------------------- | --------------------------- | ----------------------------------------- | ------------ | --------------------------------------------------------------------------------------- |
| Les données manquantes sont à compléter. |                             |                                           |              |                                                                                         |
|                                          |                             |                                           |              |                                                                                         |
| (1881 ou avant)                          | mai 1884                    | Henri Louis Dumont                        |              | Propriétaire                                                                            |
| mai 1884                                 | 1914                        | Pierre Alain Berbiguié (Mort en fonction) |              | Notaire                                                                                 |
| mai 1914                                 |                             | Léonard Jolivet                           |              |                                                                                         |
|                                          |                             |                                           |              |                                                                                         |
| décembre 1919                            | mai 1935                    | Jean Pauly                                |              |                                                                                         |
| mai 1935                                 | mai 1945                    | Antoine Labrugère                         |              |                                                                                         |
| mai 1945                                 | janvier 1987                | Pierre Andrieu (Mort en fonction)         | SFIO puis PS | Ingénieur Conseiller général de Montagrier (1945 → 1978)                                |
| février 1987                             | mars 2008                   | André Charles                             |              |                                                                                         |
| mars 2008                                | juillet 2022                | Jean-Pierre Desvergne (Mort en fonction)  | SE           | Retraité agricole                                                                       |
| juillet 2022                             | octobre 2022                | Géry Denis                                |              | Premier adjoint faisant fonction de maire                                               |
| octobre 2022                             | En cours (au 12 avril 2023) | Géry Denis                                |              | Professionnel des travaux publics Président du club de plongée sous-marine de Périgueux |

## Équipements et services publics

### Justice
Dans le domaine judiciaire, Paussac-et-Saint-Vivien relève : 
- du tribunal judiciaire, du tribunal pour enfants, du conseil de prud'hommes et du tribunal de commerce de Périgueux ;
- du pôle Nationalité du tribunal judiciaire de Périgueux (compétent uniquement dans le domaine de la nationalité) ;
- de la cour d'appel, du tribunal administratif et de la cour administrative d'appel de Bordeaux.

## Population et société

### Démographie

#### Démographie de Saint-Vivien
| 1793 | 1800 | 1806 | 1821 |
| ---- | ---- | ---- | ---- |
| 70   | 76   | 72   | 79   |

#### Démographie de Paussac, puis de Paussac-et-Saint-Vivien
L'évolution du nombre d'habitants est connue à travers les recensements de la population effectués dans la commune depuis 1793. Pour les communes de moins de 10 000 habitants, une enquête de recensement portant sur toute la population est réalisée tous les cinq ans, les populations de référence des années intermédiaires étant quant à elles estimées par interpolation ou extrapolation. Pour la commune, le premier recensement exhaustif entrant dans le cadre du nouveau dispositif a été réalisé en 2007.

En 2022, la commune comptait 455 habitants, en évolution de −0,87 % par rapport à 2016 (Dordogne : +0,37 %, France hors Mayotte : +2,11 %).
| 1793  | 1800 | 1806 | 1821 | 1831 | 1836  | 1841  | 1846  | 1851  |
| ----- | ---- | ---- | ---- | ---- | ----- | ----- | ----- | ----- |
| 1 015 | 843  | 845  | 850  | 950  | 1 074 | 1 029 | 1 017 | 1 011 |

| 1856 | 1861 | 1866 | 1872 | 1876 | 1881 | 1886 | 1891 | 1896 |
| ---- | ---- | ---- | ---- | ---- | ---- | ---- | ---- | ---- |
| 965  | 914  | 950  | 941  | 940  | 917  | 873  | 847  | 835  |

| 1901 | 1906 | 1911 | 1921 | 1926 | 1931 | 1936 | 1946 | 1954 |
| ---- | ---- | ---- | ---- | ---- | ---- | ---- | ---- | ---- |
| 728  | 744  | 678  | 619  | 599  | 625  | 593  | 568  | 514  |

| 1962 | 1968 | 1975 | 1982 | 1990 | 1999 | 2006 | 2007 | 2012 |
| ---- | ---- | ---- | ---- | ---- | ---- | ---- | ---- | ---- |
| 510  | 474  | 477  | 399  | 383  | 393  | 446  | 453  | 438  |

| 2017 | 2022 | - | - | - | - | - | - | - |
| ---- | ---- | - | - | - | - | - | - | - |
| 468  | 455  | - | - | - | - | - | - | - |

## Économie

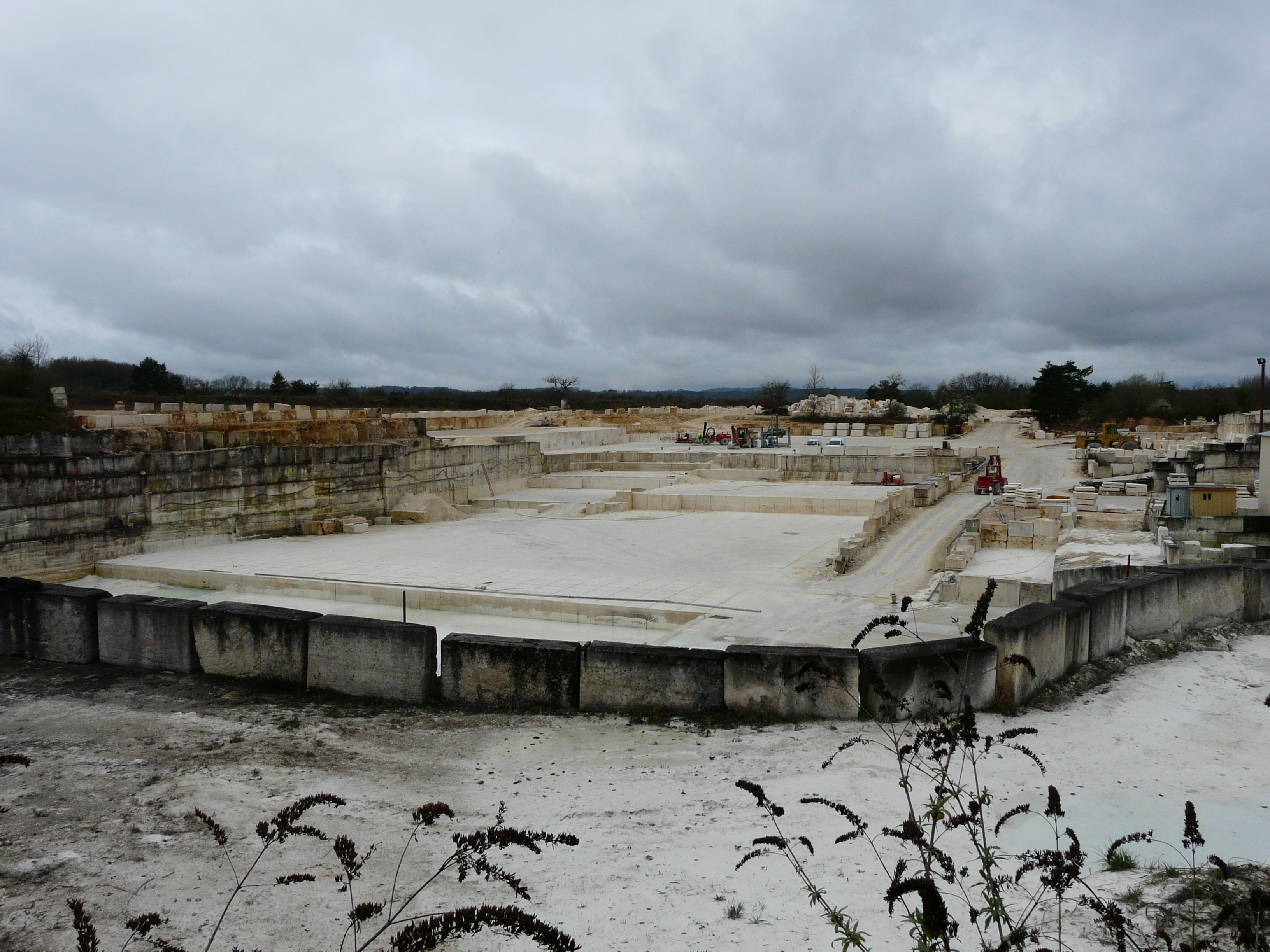
Carrière de calcaire entre Saint-Vivien et Paussac.

La pierre calcaire est exploitée dans plusieurs carrières sur le territoire communal. Fin 2024, l'Institut national de la propriété industrielle a homologué en tant qu'indication géographique la « pierre de Paussac ».

### Emploi
En 2015, parmi la population communale comprise entre 15 et 64 ans, les actifs représentent 188 personnes, soit 41,8 % de la population municipale. Le nombre de chômeurs (13) a diminué par rapport à 2010 (21) et le taux de chômage de cette population active s'établit à 7,1 %.

### Établissements
Au 31 décembre 2015, la commune compte 41 établissements, dont dix-huit au niveau des commerces, transports ou services, dix dans l'industrie, six dans l'agriculture, la sylviculture ou la pêche, quatre dans la construction, et trois relatifs au secteur administratif, à l'enseignement, à la santé ou à l'action sociale.

## Culture locale et patrimoine

### Lieux et monuments

#### Patrimoine civil
- Dolmen de Peyrelevade, inscrit au titre des monuments historiques depuis 1960[59].
- Peyre d'Ermale (ou Peyre Dermale), monolithe faussement considéré comme un dolmen[81],[82], inscrit au titre des monuments historiques depuis 1960[83].
- Manoir de Paussac, XVe ou XVIe siècle, transformé en maison ; une gargouille marque son angle ouest[84].
- Château de Peignefort (ou manoir de Peignefort), daterait du XVIe siècle, remanié au XIXe siècle[85].
- Manoir du Prezat, XVIe siècle[86].
- Pigeonnier du XVIIe siècle avec toit en lauzes[87].
- Sites d'escalade de la Forge du Boulou[88] et du Vieux Breuil[89].
- Le monument aux morts, surmonté de la statue du Poilu au repos, réalisée par Étienne Camus.

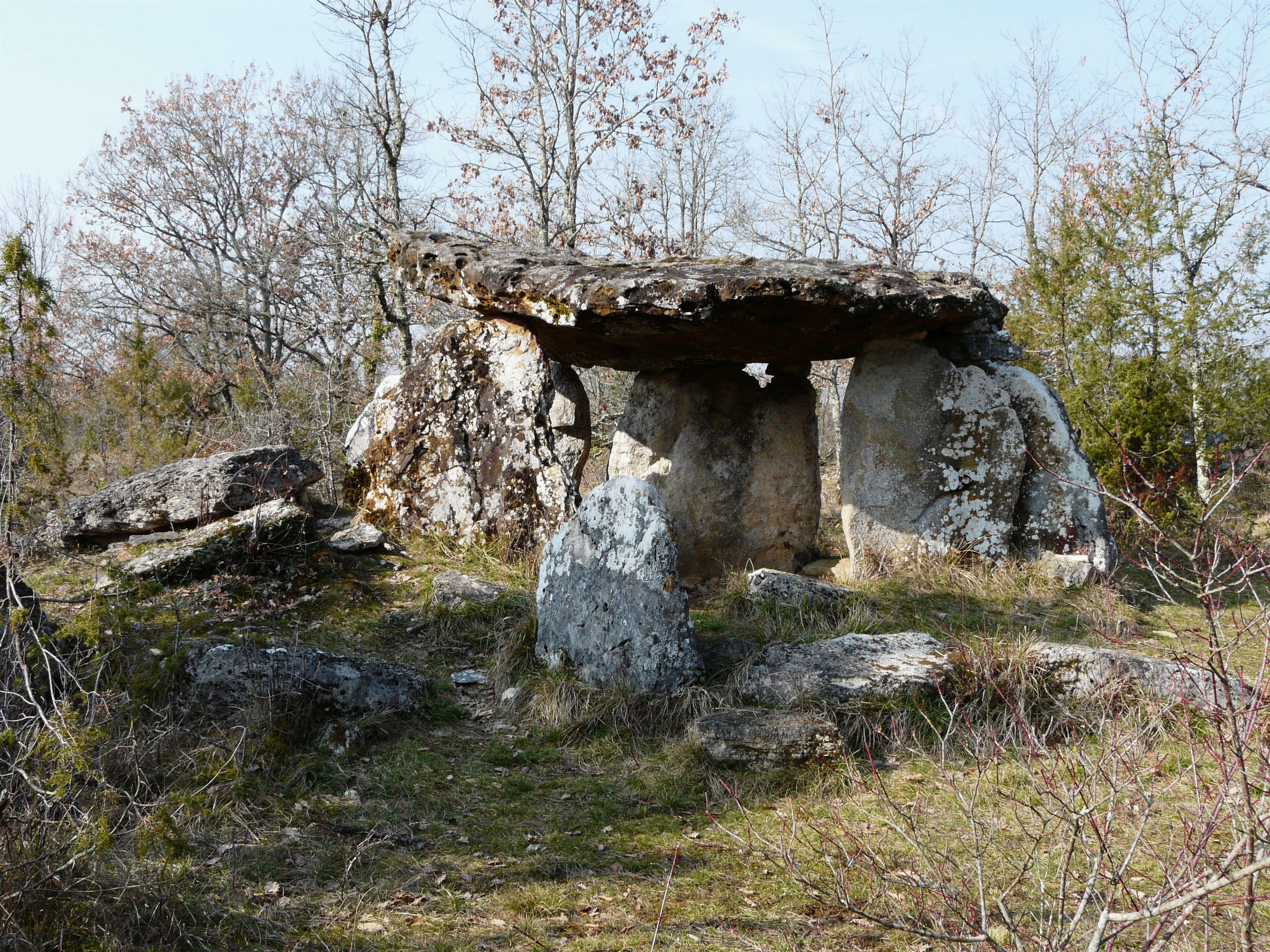
Le dolmen de Peyrelevade.
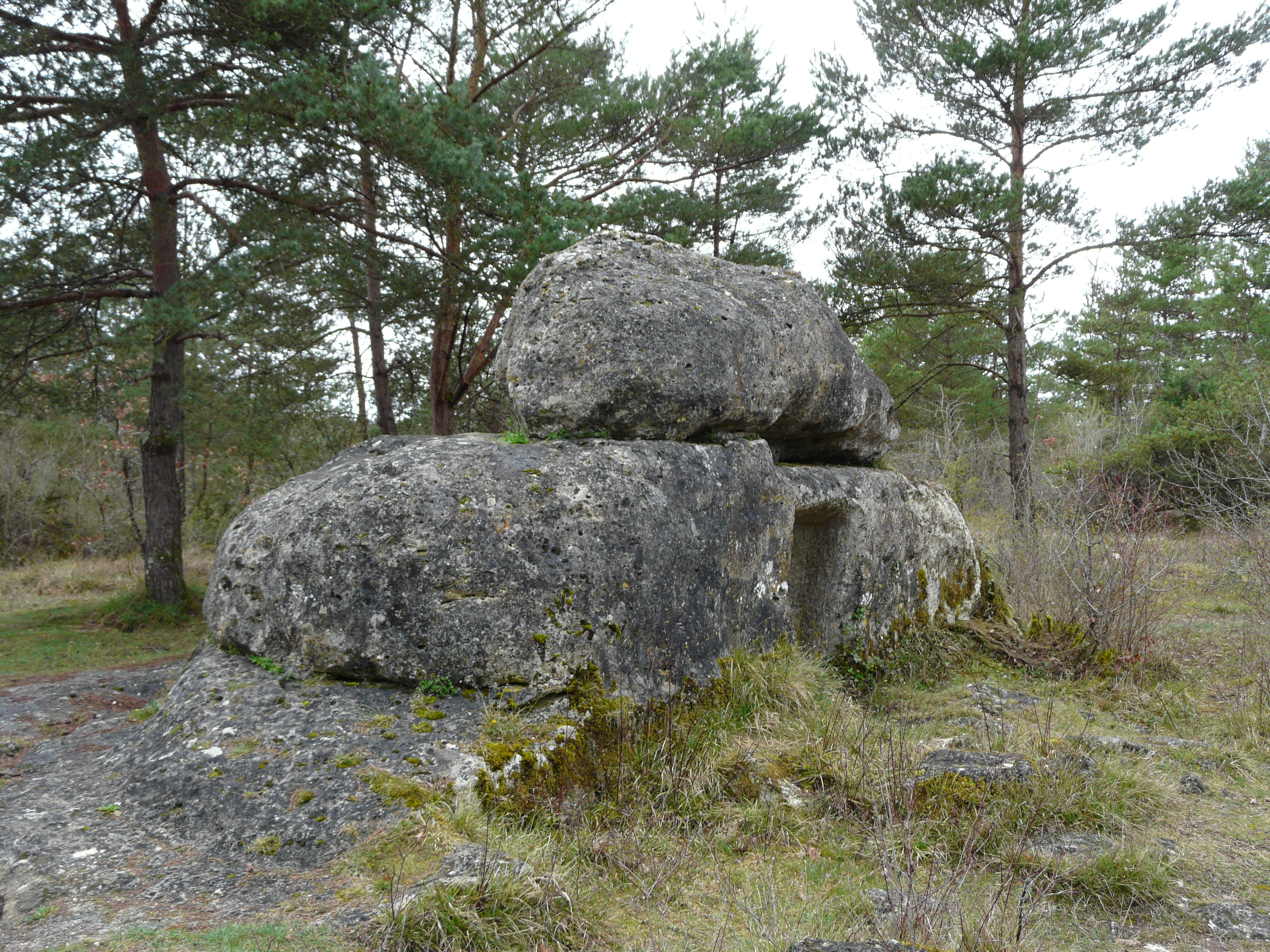
La Peyre d'Ermale.
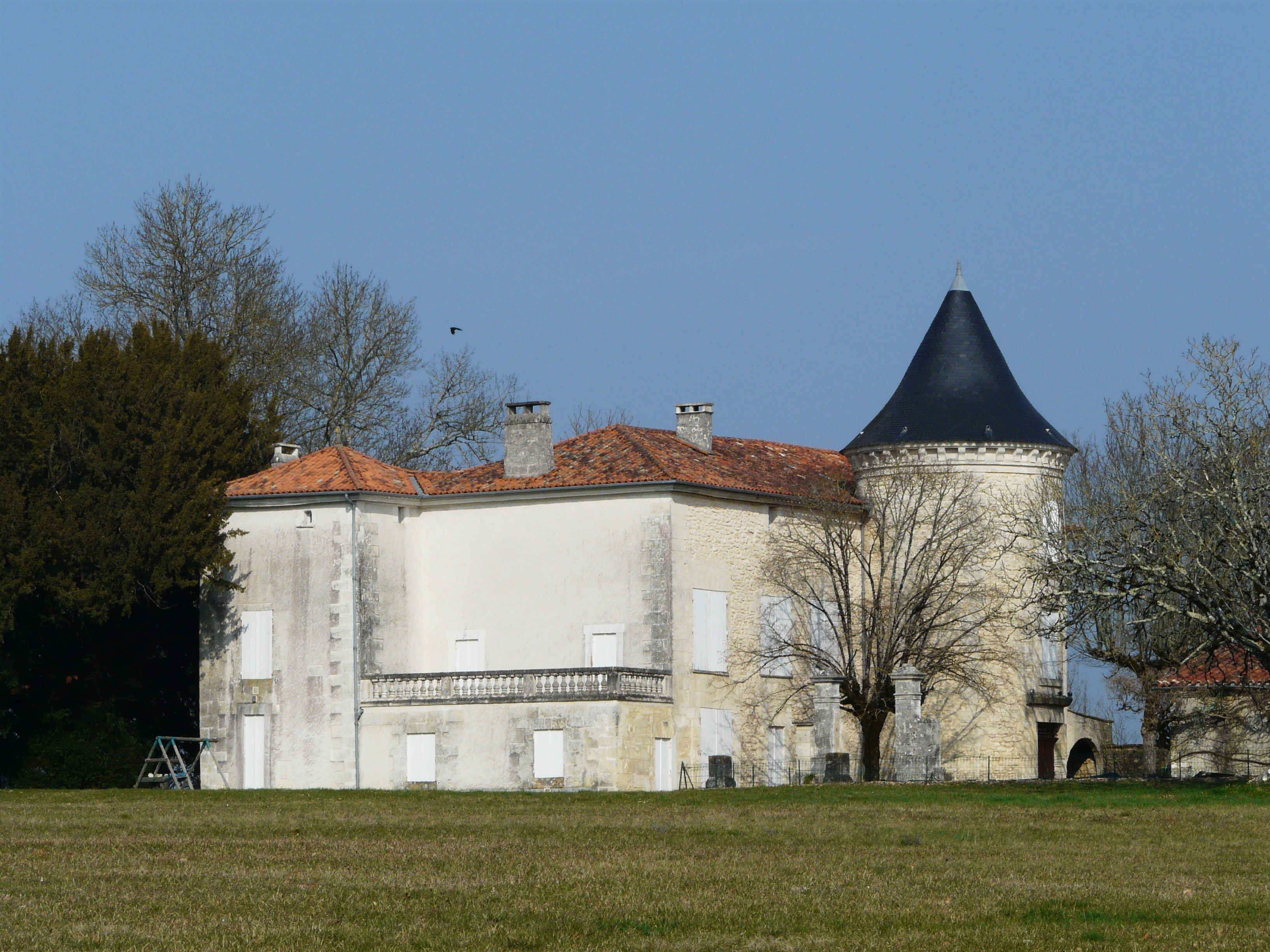
Le château de Peignefort.
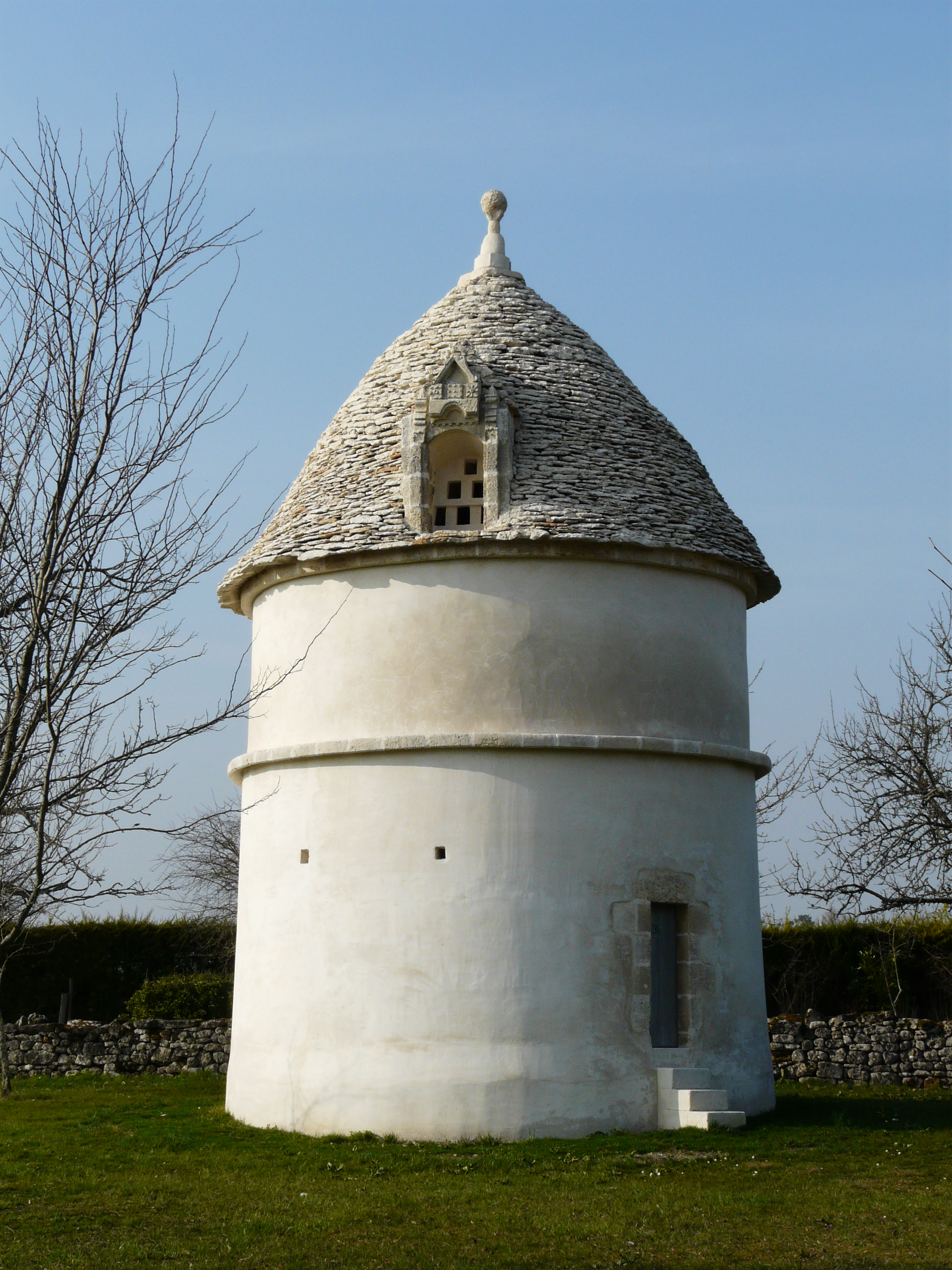
Le pigeonnier de Paussac.
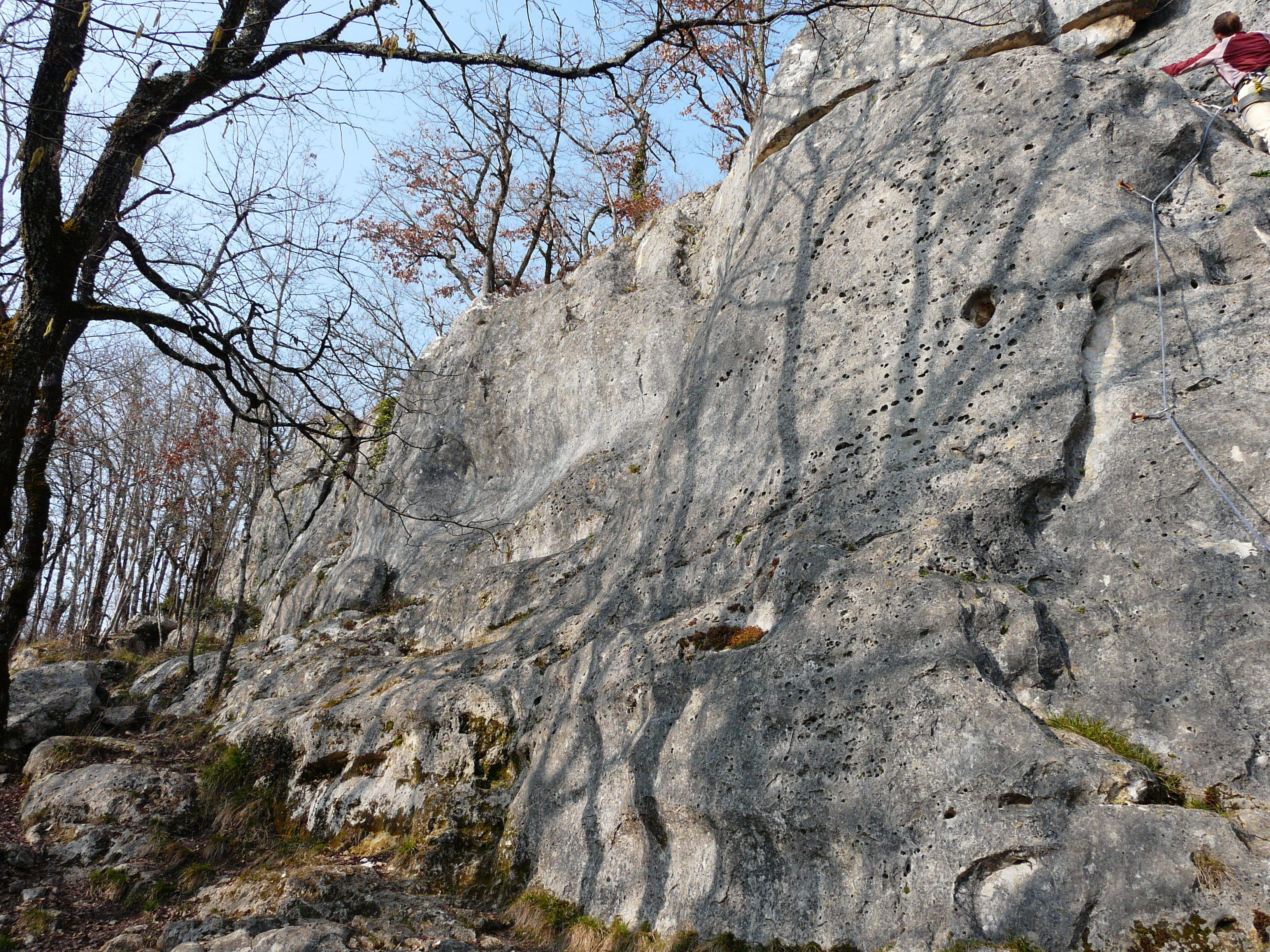
Le site d'escalade du Vieux Breuil.
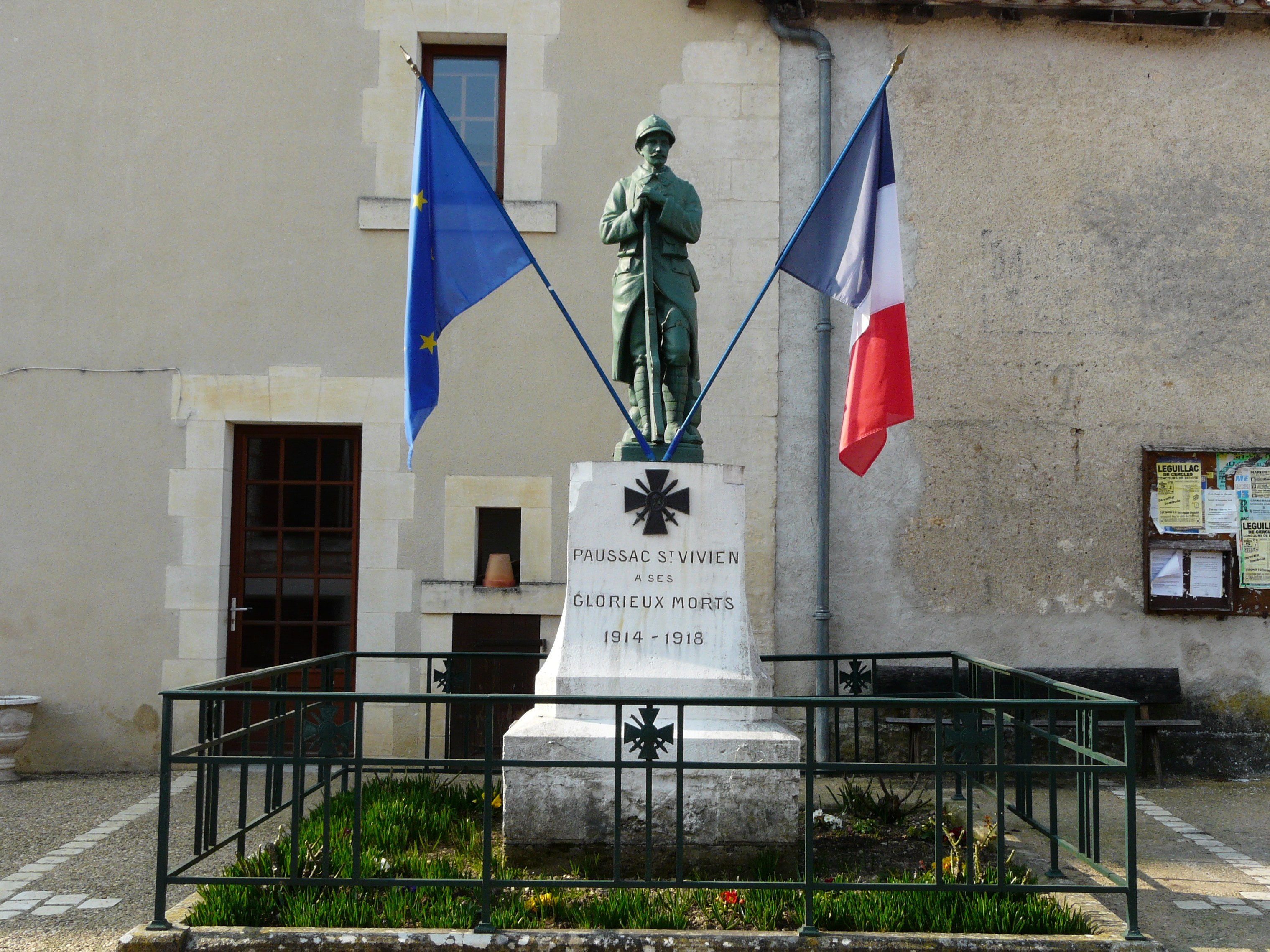
Le monument aux morts.

#### Patrimoine religieux
- Église Saint-Timothée de Paussac, XIIe au XIVe siècle, classée monument historique depuis 1902[90],[60]. Avec son clocher carré, sa chambre forte et ses traces de mâchicoulis, c'est une église fortifiée[62].
- Église Saint-Vivien, XIIe et XIIIe siècles[61],[91].
- Presbytère Saint-Michel de Paussac, datant de 1901, de l'architecte Maxime Dannery (1858-1936)[92].

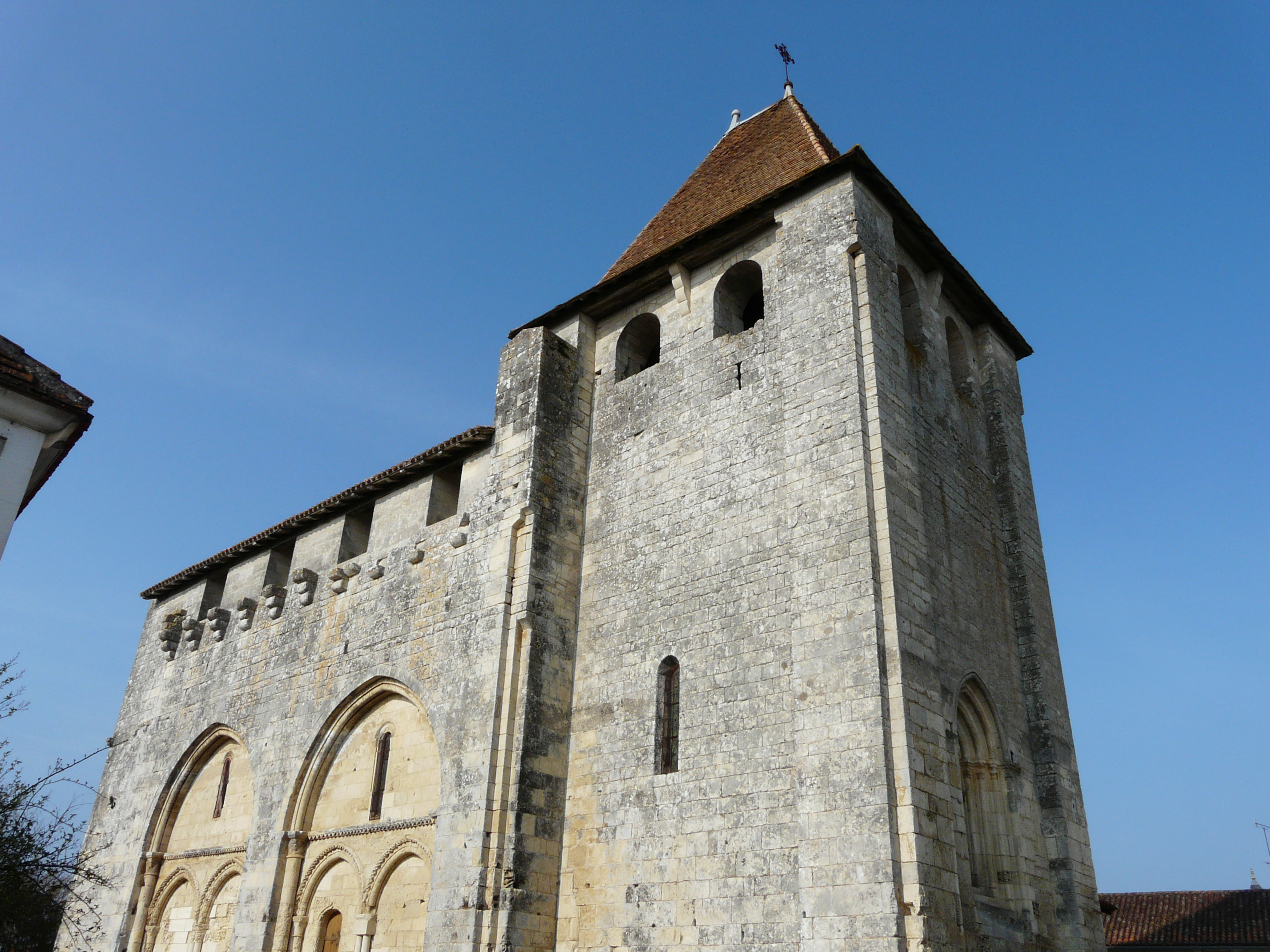
L'église Saint-Timothée.
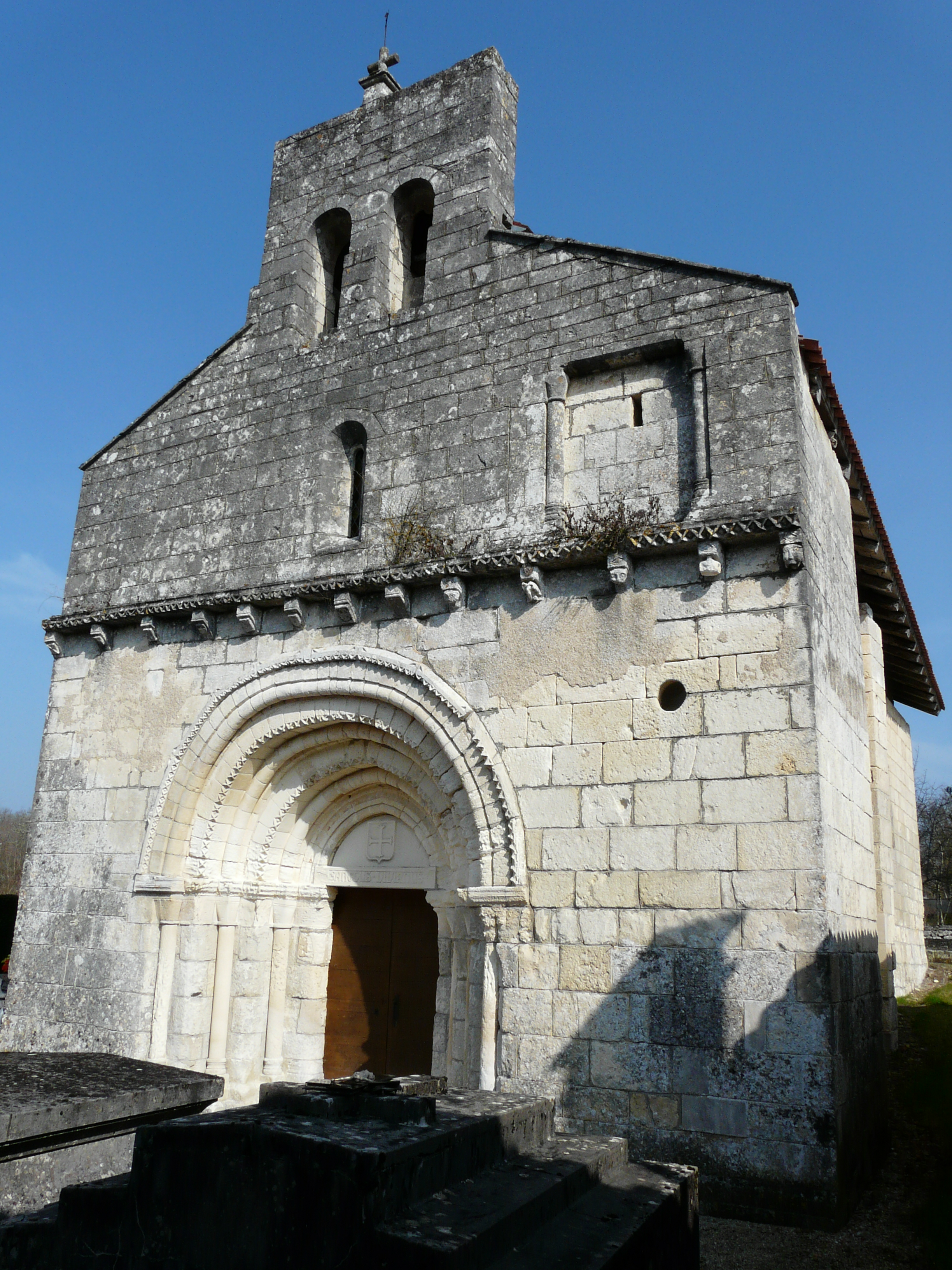
L'église Saint-Vivien.
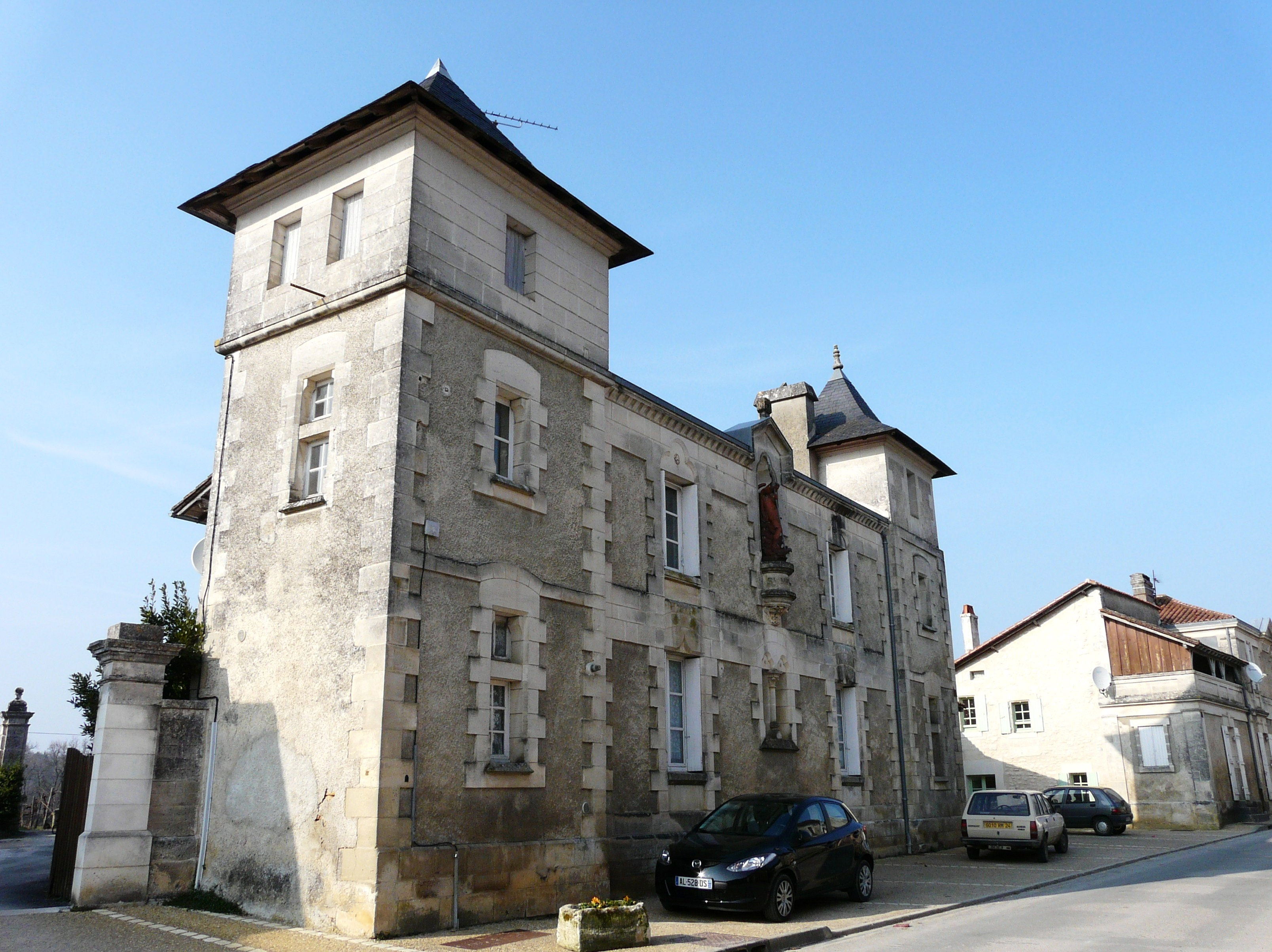
Le presbytère de Paussac.

## Pour approfondir